# The Good Witch's Wonder - Un'amica per Cassie
The Good Witch's Wonder - Un'amica per Cassie (The Good Witch's Wonder) è un film TV del 2011 diretto da Craig Price.
Il film è il seguito di The Good Witch's Destiny - Il destino di Cassie e il settimo capitolo del media franchise The Good Witch.

## Trama
L'ultimo film di questo franchise si apre con Cassie Nightingale che anticipa grandi cambiamenti mentre consegna le redini del sindaco della città alla sua amica Martha Tinsdale e si prepara per il matrimonio del figliastro con la sua fidanzata, Tara . Ma quando la data del matrimonio viene spostata, provoca una tensione che minaccia il lieto fine di Tara e Brandon. Nel frattempo, Cassie fa amicizia con la nuova arrivata della città, Audrey, e la assume per aiutare nel negozio di Cassie finché il misterioso passato di Audrey non torna a tormentarla e porta problemi alla città e al primo progetto di Martha come sindaco. Nonostante la sua abilità apparentemente magica nel risolvere i problemi di coloro che la circondano, Cassie si chiede se questa recente svolta degli eventi sia qualcosa che lei - o chiunque - possa effettivamente risolvere.

## Distribuzione
Il film è stato trasmesso in Canada su Hallmark Channel il 25 ottobre 2014; in Italia è stato trasmesso su Rai 2 il 27 dicembre 2018.